# Aselsan Gökdeniz
Gökdeniz je turecký námořní 35mm dvouhlavňový systém blízké obrany schopný fungovat za každého počasí, který vyvinula turecká společnost Aselsan.

## Popis
Gökdeniz disponuje 35mm dvojitým protiletadlovým kanónem Oerlikon, vyráběný v licenci společností MKEK. Senzory a elektroniku vyrábí společnost Aselsan. Systém Gökdeniz dokáže vystřelit až 1 100 ran/min do dosahu 4 km. Hlavním účelem systému je obrana proti protilodním střelám, bezpilotním letadlům a přesně naváděné munici. Lze jej rovněž použít proti letadlům, lodím, malým plavidlům, pobřežním cílům a námořním minám které plují na hladině.

## Munice
Systém Gökdeniz používá výbušné náboje 35×228 mm Aselsan ATOM 35 mm a tříštivotrhavou zápalnou munici (HEI)
K obraně proti raketám systém používá 35mm munici se vzdušným výbuchem ATOM od firmy Aselsan. Jedná se o inteligentní munici s dnovým zapalovačem. Spolu se schopností naprogramování během střelby s ohledem na úsťovou rychlost Gökdeniz dokáže automaticky nastavit roznětku tak, aby došlo k odpálení náboje, jakmile se přiblíží do předem stanovené vzdálenosti od cíle. Jeden náboj je sám o sobě příliš malý na to, aby způsobil větší škody. Pokud ale dojde k více zásahům, tak náboje ATOM jsou navržené k tomu, aby zničily křídla, řídicí plochy a senzory a způsobily pád cíle. Podle společnosti Aselsan je munice odolná proti elektromagnetickému rušení.
Tříštivotrhavá zápalná munice je navržena tak, aby svůj cíl poškodila prostřednictvím energie výbuchu, střepinami nebo svými zápalnými účinky, které na lodích je obtížné uhasit.
Systém umožňuje nabíjení obou druhů munice současně a v případě potřeby může v průběhu operace přepínat mezi jednotlivými typy munice pomocí automatického mechanismu podávání munice.

## Varianty
Gökdeniz ER
Jedná se o další variantu systému blízké obrany Aselsan Gökdeniz. Byl to jeden ze dvou zbraňových systémů bodové obrany z Turecka, které byly představeny na Mezinárodní výstavě a veletrhu obrany IDEF 21. Gökdeniz ER by měl fungovat nezávisle na lodních senzorech a systémech. Zbraň má být vyzbrojena 11 raketami. Systém je stále ve fázi vývoje.

## Uživatelé
- Filipíny
- Pákistán
- Turecko
- Turkmenistán
- Ukrajina

## Technické specifikace
- Ráže: 35 mm
- Hmotnost střely: 1,75 kg (Aselsan ATOM) nebo 1,565 kg (HEI)
- Úsťová rychlost: 1 020 m/s (Aselsan ATOM) nebo 1 175 m/s (HEI)
- Kadence: 1 100 ran/min
- Účinný dostřel: 4 km